# Suina
Suina är en underordning i ordningen partåiga hovdjur (Artiodactyla). Dessa djur är i motsats till kameldjur och idisslare inte särskilt specialiserade på en viss slags föda. Deras mage är delad i två eller tre kamrar och de saknar förmåga att idissla. Av de flesta zoologer räknas idag två familjer till underordningen, svindjur (Suidae) och navelsvin (Tayassuidae).
I tidigare systematiska indelningar fanns även flodhästar med i underordningen men enligt molekylärgenetiska undersökningar är de inte närmare släkt med de nämnda familjerna.